# Picot tukki
El picot tukki (Meiglyptes tukki) és una espècie d'ocell de la família dels pícids (Picidae) que habita la selva humida amb dens sotabosc de les terres baixes de la Península Malaia, Sumatra i Borneo.